# سباق قوارب باركولانا
سباق قوارب باركولانا هو سباق دولي للقوارب الشراعية التاريخية يقام كل عام في خليج ترييستي في الأحد الثاني من شهر أكتوبر، يعد السباق أحد أكثر سباقات القوارب ازدحاماً.